# Трифосген
Трифосген (С3Cl 6O3), также гексахлордиметилкарбонат — химическое соединение, используется как более безопасный заменитель фосгена, потому что при комнатной температуре оно является твёрдым веществом, тогда как фосген — газом. Трифосген разлагается при температуре выше 200 ° C.

## Получение
Это соединение является коммерчески доступным. Его получают путём исчерпывающего свободнорадикального хлорирования диметилкарбоната:
CH3OCO2CH3 + 6 Cl2 → CCl3OCO2CCl3 + 6 HCl

## Опасность
Токсичность трифосгена и фосгена одинакова (фосген выделяется из трифосгена, например, при взаимодействии с влагой). Поэтому при работе с этим реактивом имеет смысл принимать те же меры предосторожности, что и с фосгеном.
Вещество является канцерогенным для  животных.

## Применение
Трифосген используется в качестве реагента в органическом синтезе.